# Мисторф
Мисторф (нем. Mistorf) — община в Германии, районный центр, расположен в земле Мекленбург-Передняя Померания.
Входит в состав района Гюстров. Подчиняется управлению Гюстров-Ланд. Население составляет 654 человека, из них 346 мужчин и 308 женщин (по состоянию на 31 декабря 2013 года); в 2003 г. — 707. Занимает площадь 25,35 км².

## История
Впервые упоминается в документах в 1294 году. Поселение основано в ходе славянской колонизации.
В 1342 году по инициативе епископов из Шверина построена готическая часовня, которая является местной достопримечательностью.